# Lambert Wilson
Lambert Wilson (ur. 3 sierpnia 1958 w Neuilly-sur-Seine) – francuski aktor i reżyser filmowy, teatralny, radiowy i telewizyjny. W swojej karierze spróbował wszelkich form rozrywki, grał w filmach autorskich, produkcjach komercyjnych, musicalach, a także w klasycznym teatrze, w tym operetkach i operach.

## Życiorys

### Wczesne lata
Urodził się w Neuilly-sur-Seine w rodzinie pochodzenia irlandzkiego jako jeden z dwóch synów fotomodelki Nicole i Georges’a Wilsona (ur. 16 października 1921, zm. 3 lutego 2010), francuskiego aktora, teatralnego menedżera, reżysera, dyrektora Théâtre de l’Oeuvre w Paryżu (w latach 1978–1995). Wychowywał się  w środowisku aktorów. Występy rozpoczął w 1974 r. na scenie Théâtre National Populaire. W latach 1974–1978 studiował w Drama Center w Londynie.

### Kariera ekranowa
Debiutował w niewielkiej ekranowej roli u boku takich sław jak Jane Fonda, Vanessa Redgrave i Meryl Streep w dramacie Julia (1977) Freda Zinnemanna, u którego zagrał po pięciu latach efektowną postać wysokogórskiego przewodnika w dramacie Pięć dni pewnego lata (Five Days One Summer, 1982) z Seanem Connerym. Jego ostre rysy twarzy i orli nos sprawiły, że obsadzony został w roli heroicznego romantyka, mesmeryzującego pustynnego szejka Jaffara w niezależnym dramacie przygodowym Sahara (1983) z Brooke Shields.
Na liście jego filmowych sukcesów i nominacji do nagrody Cezara są takie kreacje jak: rola szalonego terrorysty w dramacie Andrzeja Żuławskiego Kobieta publiczna (La Femme publique, 1984) z Valérie Kaprisky, postać desperackiego współlokatora agenta nieruchomości w melodramacie Spotkanie (Rendez-vous, 1985) z Juliette Binoche i Wadeckiem Stanczakiem, uduchowionego księdza w dramacie biograficznym Zima 54 – ksiądz Pierre (Hiver 54, l’abbé Pierre, 1989) z Claudią Cardinale, Marc Duveyrier w komedii muzycznej Znamy tę piosenkę (On connaît la chanson, 1997) z Sabine Azémą i Jane Birkin, Arthus de Poulignac w komedii Wielki świat (Jet Set, 2000) z udziałem Samuela Le Bihana i Ornelli Muti, przeor Christian w dramacie Xaviera Beauvois Ludzie Boga (Des hommes et des dieux, 2010) opartym na faktach oraz francuski polityk Charles de Gaulle w biograficznym dramacie historycznym De Gaulle (2020).
W 1987 był kandydatem do roli agenta 007 w piętnastym filmie z cyklu przygód Jamesa Bonda W obliczu śmierci, którą jednak ostatecznie zagrał Timothy Dalton. Imponował wszechstronnością jako zimny i cyniczny Mikołaj Stawrogin w ekranizacji powieści Fiodora Dostojewskiego Biesy (Les Possédés, 1988) w reżyserii Andrzeja Wajdy. W 1990 w Paryżu odebrał honorową nagrodę im. Jeana Gabina.
Komercyjnym sukcesem światowym była kreacja Merowinga w kasowej hollywoodzkiej produkcji Matrix Reaktywacja (The Matrix Reloaded, 2003) i sequelu Matrix Rewolucje (The Matrix Revolutions, 2003). Pojawił się jako czarny charakter cyniczny miliarder w adaptacji powieści Clive’a Cusslera Sahara (2005) z Matthew McConaugheyem. Jednak za rolę bezwzględnego szefa imperium finansowego koncernu kosmetycznego „Hedare Beauty” w nieudanym hollywoodzkim filmie sensacyjnym Kobieta-Kot (Catwoman, 2004) z Halle Berry i Sharon Stone zdobył nominację do nagrody Złotej Maliny dla najgorszego aktora drugoplanowego. Wziął udział we francuskiej reklamie Crédit Lyonnais (2006).
Przewodniczył jury sekcji „Un Certain Regard” na 52. MFF w Cannes (1999). Zasiadał również w jury konkursu głównego na MFF w Marrakeszu (2012). W kwietniu 2013 został zaproszony przez MINUSTAH (United Nations Stabilization Mission) na Haiti w charakterze pomocy w realizacji różnych programów kulturalnych. Był mistrzem ceremonii na otwarciu i zamknięciu 67. (2014) i 68. MFF w Cannes (2015).

### Kariera sceniczna
Ekranową karierę znakomicie łączył z karierą sceniczną. Grał w przedstawieniach: Ostatni (Les Derniers) Maksima Gorkiego (1978), Teatr Graal (Graal théâtre) Florence Delay (1981), Miłość miłości (L’Amour de L’Amour) Jeana-Louisa Barraulta (1984), Leokadia (Léocadia) Jeana Anouilha (1986), Maszyna piekelna (La Machine infernale) Jeana Cocteau (1986), Celestyna (La Célestine) Fernando de Rojasa (1989), Eurydyka (Eurydice) Jeana Anouilha (1991) w reż. jego ojca, Ruy Blas Victora Hugo (1992) w reż. jego ojca, Pigmalion. Romans w pięciu aktach (1993) G.B. Shawa, Z prochu powstałeś (Ashes to Ashes) Harolda Pintera (1998) i Debata w Valladolid (La Controverse de Valladolid) Jeana-Claude’a Carrière (1999). Wystąpił także w dwóch wyreżyserowanych przez siebie sztukach – Kaprysy Marianny (Les Caprices de Marianne) Alfreda de Musseta (1994) i Berenika (Bérénice) Jeana Baptiste Racine (2001) prezentowanym na festiwalu teatralnym w Awinionie i Chaillot National Theatre w Paryżu. Pojawił się również w musicalach: Lambert Wilson Chante (1990), Uroczystość nauk humanistycznych (Lettres à Gala) Paula Éluarda (1995), Mała nocna muzyka (A Little Night Music) z Judi Dench na londyńskiej scenie Royal National Theater (1996), Demony cudów (Démons et merveilles) Françoise d’Eaubonne (1997), Męczeństwo Św. Sebastiana (Le Martyre de Saint-Sébastien) Claude Debussya i Gabriele d’Annunzio (1998), Noce (Les Nuits) Alfreda de Musseta (2001), Amerykańska noc (La Nuit américaine) w reż. Hélène Vincent (2005) i Dobrze! Teraz zatańczmy (Eh bien ! Dansez maintenant) Vladimira Cosmy (2006).

### Kariera muzyczna
W 1989 sprawdził się jako piosenkarz (baryton), debiutując albumem Musicals (wyd. EMI) z piosenkami wielkich musicali amerykańskich, a 1996 wydał płytę Démons et merveilles (wyd. Virgin Classics) z klasycznymi piosenkami ze złotego okresu kinematografii francuskiej. Jako narrator współpracował z najsławniejszymi dyrygentami takimi jak Mstisław Rostropowicz, Prêtre Mazur, Charles Dutoit i Seiji Ozawa. Brał udział w realizacji Le Martyre de Saint Sebastien Claude Debussy’ego, Lelio Hectora Berlioza, L’Histoire du Soledat Igora Strawinskiego i Manfred Roberta Schumanna. W 2004 nagrał płytę Musicals (wyd. EMI) z orkiestrą filharmonii w Monte Carlo pod dyrygenturą Johns McGlinnsa, gdzie znalazły się takie piosenki jak „Maria” z West Side Story, „There But For You Go I” z Brigadoon Lernera i Loewe’a, „The Cafe Song” z musicalu Nędznicy, „Johanna” ze Sweeney Todd Stephena Sondheima, „Love Song” z Miłosne życie (Love Life) Kurta Weilla i Alana Jaya Lernera, „It Must Be So” z Candide Leonarda Bernsteina i „Silly People” z Mała nocna muzyka (A Little Night Music) Sondheima, „Finishing the Hat” z Niedziela w parku z Jerzym (Sunday in the Park with George), „You Do Something to Me” z Pięćdziesięciomilionowy Francuz (Fifty Million Frenchmen) Cole Portera, „Never Will I Marry” z Greenwillow Franka Loessera.
12 lutego 2016 ukazał się jego album Wilson chante Montand w hołdzie piosenkarza Yvesa Montanda z okazji 25. rocznicy śmierci artysty. Wśród 17. utworów na płycie znalazł się Mais qu’est-ce que j’ai? z tekstami Edith Piaf w 1947.

## Życie prywatne
12 kwietnia 2016 w programie France 3 Le Divan Marca-Oliviera Fogiela otwarcie przyznał się do swojego biseksualizmu, stwierdzając: „Kochałem kobiety, kochałem mężczyzn, nikczemny aktor. Liczy się miłość przez duże M”.

## Filmografia

### Filmy fabularne
- 1977: Julia jako Walter Franz
- 1979: Lady Oscar – Róża Wersalu (Lady Oscar) jako wojak
- 1979: Żandarm i kosmici (Le Gendarme et les extra-terrestres) jako kosmita z Beaupied
- 1979: Z piekła do zwycięstwa (Contro quattro bandiere)
- 1979: Nowe pokolenie (New Generation)
- 1981: Chanel – Samotność nr 5 (Chanel Solitaire)
- 1982: Ce fut un bel été jako Antoine
- 1982: Na skraju przepaści (Five Days One Summer) jako Johann Biari
- 1982: Prywatka 2 (La Boum 2) jako Felix
- 1982: Pięć dni pewnego lata (Five Days One Summer) jako Johann Biari
- 1983: Sahara jako Jaffar
- 1984: Kobieta publiczna (La Femme publique) jako Milan Mliska
- 1984: Cudza krew (Le Sang des autres) jako Paul
- 1985: L’Homme aux yeux d’argent jako Villain
- 1985: Rouge baiser jako Stéphane
- 1985: Rendez-vous jako Quentin
- 1985: Abandons
- 1986: La Forêt noire
- 1986: Corps et biens jako Michel Sauvage
- 1986: Błękitne jak piekło (Bleu comme l’enfer) jako Ned
- 1987: Brzuch architekta (The Belly of an Architect) jako Caspasian Speckler
- 1988: El Dorado jako Ursúa
- 1988: Szuani! (Chouans!) jako Tarquin
- 1988: Biesy (Les Possédés) jako Mikołaj Stawrogin
- 1989: Zima 54: Ojciec Piotr (Hiver 54, l’abbé Pierre) jako opat Pierre
- 1989: Suivez cet avion jako Rémi Cerneaux
- 1989: Rusałka (La Vouivre) jako Arsene Muselier
- 1991: Shuttlecock jako John Prentis
- 1991: Un homme et deux femmes jako dr Paul Baudoin
- 1991: Obcy (Strangers) jako Facet
- 1992: Tragarz puchu (Warszawa. Annee 5703) jako Alek
- 1993: Boża iskra (L’ Instinct de l’ange) jako Henry
- 1994: Une qui promet jako Ferdinand
- 1994: Kaprysy Marianny (Les Caprices de Marianne) jako Octave
- 1995: Jefferson w Paryżu (Jefferson in Paris) jako Comte de Lafayette
- 1996: Gwiazdor (The Leading Man) jako Felix Webb
- 1996: Kapryśna rzeka (Les Caprices d’un fleuve) jako pan Malène
- 1997: Znamy tę piosenkę (On connait la chanson) jako Marc Duveyrier
- 1997: Markiza (Marquise) jako Racine
- 1998: Zbyt wiele (małej) miłości (Trop (peu) d’amour) jako Paul
- 1999: Ostatni wrzesień (The Last September) jako Hugo
- 2000: Miłość zerwana we śnie (Combat d’amour en songe) jako Sebatol
- 2000: Wielki świat (Jet Set) jako Arthus de Poulignac
- 2001: HS – hors service jako Francis
- 2001: Z daleka od Chin (Far From China) jako Jean-Pierre
- 2002: Grobowiec (Les Tombales) jako Joseph
- 2003: Nie na ustach (Pas sur la bouche) jako Eric Thomson
- 2003: Granice czasu (Timeline) jako lord Arnaut
- 2003: Matrix Rewolucje (The Matrix Revolutions) jako Merowing
- 2003: Labirynt (Dédales) jako Brennac
- 2003: Matrix Reaktywacja (The Matrix Reloaded) jako Merowing
- 2003: To jest lżejsze dla wielbłąda (Il est plus facile pour un chameau...) jako Aurelio
- 2004: Kobieta-Kot (Catwoman) jako George Hedare
- 2004: Wielki świat 2 (People) jako Frère Arthus
- 2005: Mort a l’écran jako Daniel Brullmann
- 2005: L’Anniversaire jako Raphaël
- 2005: Gentille jako Philippe
- 2005: Królową być (Palais royal!) jako książę Arnaud
- 2005: Sahara jako Yves Massarde
- 2006: Prywatne lęki w miejscach publicznych (Coeurs) jako Dan
- 2007: L’Étrange monsieur Trip
- 2007: Lucky Luke na Dzikim Zachodzie (Tous à l’Ouest: Une nouvelle aventure de Lucky Luke) jako Lucky Luke (głos)
- 2007: Bez skazy (Flawless) jako Finch
- 2008: Baby Love (Comme les autres) jako Manu
- 2008: Nowe życie (The Lazarus Project) jako Avery
- 2008: Mocne alibi (Le Grand alibi) jako Pierre
- 2008: Babylon A.D.
- 2008: Dante 01 jako św. Jerzy
- 2010: Ludzie Boga (Des hommes et des dieux) jako Christian
- 2010: Księżniczka Montpensier (La princesse de Montpensier) jako hrabia Chabannes
- 2011: Ludzie Boga (Des hommes et des dieux) jako Christian, przeor
- 2012: Na tropie Marsupilami (Sur la Piste du Marsupilami) jako generał Pochero
- 2012: Molier na rowerze (Alceste à bicyclette) jako Gauthier Valence
- 2016: Odyseja (L’Odyssée) jako Jacques-Yves Cousteau
- 2017: mamy2mamy (Telle mère, telle fille) jako Marc Daursault
- 2018: Na wyciągnięcie ręki (Au bout des doigts) jako Pierre Geithner
- 2021: Benedetta jako Nuncjusz
- 2022: Paryż pani Harris (Mrs. Harris Goes to Paris) jako Marquis de Chassagne

### Filmy TV
- 1980: Giraudoux – Wojny trojańskiej nie będzie (La Guerre de Troie n’aura pas lieu) jako Paris
- 1980: Au feu le préfet jako Patrick Callaghan
- 1980: L’Inconnu d’Arras jako dziadek (1870)
- 1980: Córki Adama (Les Filles d’Adam) jako Gilbert
- 1981: Ostatnia noc Marie Stuart (La Dernière nuit) jako pomocnik biurowy
- 1981: Histoire contemporaine jako Henri de Brèce
- 1981: Quatre femmes, quatre vies: La maison bleue jako Jean-Paul Taillandier
- 1982: Ce fut un bel été jako Antoine
- 1986: Opowieść (La Storia) jako Carlo Davide
- 1992: Frankenstein jako dr Clerval
- 1995: Pour une vie ou deux jako Noël Gregorio
- 1996: Tajemnica Iris (Le Secret d’Iris) jako Pierrot
- 1997: Quand le chat sourit
- 2000: Don Kiszot z La Manczy (Don Quixote) jako książę
- 2001: Święte dziecko (Le Divin enfant) jako Marc Aubray
- 2005: Nuit américaine

### Seriale TV
- 1978: Gaston Phoebus (Gaston Phébus) jako Yvain
- 2000: Les Globulyss jako narrator
- 2004: Colette (Colette, une femme libre) jako Henry de Jouvenel

### Filmy dokumentalne
- 1992: Gershwin
- 2002: En aparté

### Gry komputerowe
- 2003: Wejdź do Matriksa (Enter the Matrix) jako Merovingian (głos)
- 2005: Matrix Online (The Matrix Online) jako The Merovingian (głos)

## Dyskografia
- 1989: Le Gendarme incompris (wyd. Decca)
- 1989: Musicals (wyd. EMI)
- 1990: Lambert Wilson Chante (wyd. Trema)
- 1993: Pierre et le loup (wyd. EMI)
- 1993: Stavinsky – Oedipus Rex (wyd. EMI)
- 1996: Démons et merveilles (wyd. Virgins Classics)
- 1996: A Little Night Music (wyd. Ed. du National Theater)
- 1997: L’Education sentimentale (wyd. Auvidis)
- 2000: Rédemption (wyd. EMI)
- 2001: A l’ombre des jeunes filles en fleurs (wyd. Theleme Eds)
- 2001: Jean Racine – Musique pour les intermèdes d’Athalie (wyd. Calliope)
- 2001: Lélio (wyd. Decca)
- 2003: Honegger – Le Roi David (wyd. Cascavelle)
- 2004: Musicals (wyd. EMI)
- 2004: Honegger – La Danse des Morts/Milhaud – L’Homme et son désir op.48 (wyd. Calliope)
- 2005: La Nuit américaine (wyd. Le Chant du Monde)
- 2005: Ibsen – Peer Gynt (wyd. Aeon)
- 2006: Nuit Américaine (wyd. CDM, Variety)
- 2007: Poulenc: Orchestral & Choral Works z National Orchestra of France (CD-wyd. Decca) – narrator
- 2007: Loin
- 2016: Wilson chante Montand (wyd. Sony Classical)